# Картал, Сонай
Сонай Картал (англ. Sonay Kartal; род. 28 октября 2001, Сидкап, Великобритания) — британская теннисистка; победительница одного турнира WTA в одиночном разряде.

## Спортивная карьера
В 2021—2024 годах стала победительницей тринадцати турниров ITF в одиночном разряде.

### 2024
В начале июля 2024 года на Уимблдонском турнире в одиночном разряде дошла до третьего раунде соревнований, где проиграла опытной американке Кори Гауфф со счётом 4-6, 0-6.
В сентябре 2024 года завоевала титул WTA 250 турнира в тунисском Монастире, в финале победив словацкую теннисистку Ребекку Шрамкову со счётом 6-3, 7-5.

## Итоговое место в рейтинге WTA по годам
| Год  | Одиночный рейтинг | Парный рейтинг |
| 2023 | 235               | —              |
| 2022 | 198               | 561            |
| 2021 | 993               | —              |
| 2020 | —                 | 1056           |
| 2019 | —                 | 1014           |

## Выступления на турнирах

### Финалы турнировWTAв одиночном разряде (1)

#### Победа (1)
| Легенда:                    |
| --------------------------- |
| Турниры Большого шлема (0)* |
| Олимпиада (0)               |
| Итоговый турнир WTA (0)     |
| WTA 1000 (0)                |
| WTA 500 (0)                 |
| WTA 250 (1)                 |

| Титулы по покрытиям | Титулы по месту проведения матчей турнира |
| ------------------- | ----------------------------------------- |
| Хард (1)*           | Зал (0)                                   |
| Грунт (0)           | Зал (0)                                   |
| Трава (0)           | Открытый воздух (1)                       |
| Ковёр (0)           | Открытый воздух (1)                       |

* количество побед в одиночном разряде.
| №  | Дата             | Турнир          | Покрытие | Соперница в финале | Счёт    |
| 1. | 15 сентября 2024 | Монастир, Тунис | Хард     | Ребекка Шрамкова   | 6-3 7-5 |